# Richard Hintrager
Richard Hintrager (* 11. November 1832 in Stuttgart; † 31. März 1897 ebenda) war Jurist und Mitglied des Deutschen Reichstags.
Hintrager war Rechtsanwalt in Hall in Württemberg. Er wurde in einer Nachwahl am 2. Dezember 1874 nach dem Tode des Abgeordneten Franz von Weber zum Mitglied des Deutschen Reichstages für den Wahlkreis Württemberg 11 (Hall, Öhringen) gewählt. und schloss sich, nachdem er zunächst als unabhängiger Liberaler in den Reichstag gewählt worden war, im Verlaufe der Legislaturperiode der Gruppe Löwe-Berger an. Er wurde 1877 nicht wieder gewählt.